# Marc-André 2 Figueres
Marc-André 2 Figueres, pseudonyme de Marc-André de Figueres de la Sainte Croix[réf. nécessaire], également connu par ses initiales MA2F, né le 14 septembre 1959 à Perpignan (Pyrénées-Orientales), est un plasticien français.

## Biographie
Après des études à l'École supérieure des Beaux-arts de Perpignan, Marc-André 2 Figueres entame des recherches sur les techniques de moulage et invente de nouveaux procédés. Parallèlement, il développe son travail autour des entonnoirs et du concept d'objets hermaphrodites à partir de 1987. Docteur en Art et sciences de l'art de l'Université de Paris I-Sorbonne en 1992, il y enseigne à partir de l'année suivante, avant d'y fonder le laboratoire ARTS (Arts, Recherches, Technologies, Sciences).
Marc-André 2 Figueres est l'auteur de la Théorie érotique du clocher de Collioure, qui a donné lieu à l'installation d'un parcours de sculptures-cadres (cadres vides) : les Points 2 vue dans cette commune en 2005.
L'objet fétiche de l'artiste, vu par lui comme un symbole du genre est l'entonnoir. Il y voit « la dualité du féminin et du masculin. Il contient la féminité et incarne la virilité à l’extérieur. » L'artiste l'a décliné sous différentes formes et différents supports tout au long de sa carrière. Une rétrospective, organisée en 2011 à Perpignan, a retracé l'ensemble de ces travaux dans cinq musées et à travers la ville,. Marc-André 2 Figuères obtient le 8 septembre 2011 le record du monde Guinness pour la réalisation de l'entonnoir le plus grand du monde.
En juillet 2012, il crée le premier timbre-poste creux au monde pour la poste andorrane et construit sur le modèle du Point 2 vue.
En 2013, Marc-André 2 Figueres installe à Sorède (Pyrénées-Orientales),, un cadran solaire monumental de douze mètres de haut en hommage au padre Himalaya qui construisit le plus grand four solaire de l'époque, en 1900, à Sorède,. L'installation en  2014 d'un nouveau cadran solaire monumental à Rivesaltes (Pyrénées-Orientales), Solart2, marque la spécialisation de l'artiste dans la réalisation de cadrans solaires monumentaux. Ce dernier cadran solaire est par ses dimensions, trente mètres de long et vingt-deux mètres de haut, un des plus grands cadrans horizontaux d'Europe. Solart2 est le seul projet des Pyrénées-Orientales labellisé par l'UNESCO dans le cadre de l'Année internationale de la lumière et des techniques utilisant la lumière en 2015,,,. En 2016, Solart2 est l'objet d'étude d'un projet pédagogique mené par l'école de Saint-Brevin-les-Pins en Loire-Atlantique et distingué en 2017 par la fondation La Main à la pâte, soutenue par l'Académie des sciences.
En 2019, sort " La couleur c'est la misère de la peinture", travail autour du lien entre la couleur et les longueurs d'ondes. En 2021, c'est son travail sur InVisi...Ble et les couleurs qui n'apparaissent pas à l’œil humain qui l’amènera en 2024, avec 210 autres participants, a présenter son travail et ses recherches lors de la journée internationale de la conscience célébrée aux Nations Unies.
En 2023, il fête les 30 ans de la "Théorie érotique autour du clocher de Collioure". Un an plus tard, il fête aussi les 30 ans de son travail sur les Entonnoirs.
En 2025, la ville de Collioure et Marc-André 2 Figuères organisent une exposition "Points 2 Vue autour du clocher de Collioure" et un concours photos pour fêter les 30 ans de Points 2 Vue. L'exposition reprend les œuvres de Marc-André 2 Figuères, créées depuis 30 ans autour de la thématique "Points 2 Vue autour du clocher de Collioure".

## Expositions principales
- 1988 : Installation in situ — Empreinte horizontale, Gravure / Labourage (500 m2), Perpignan, France
- 1990 : Galerie Profils — Empreintes numériques, Collioure, France
- 1992 : Galerie du Centre d'Études Catalanes — Territoire Empreint - Emprunt de Territoire, Paris, France
- 1993 : Galerie Profils — Théorie érotique autour du clocher de Collioure, Collioure, France
- 1994 : Chapelle du Château Royal — Entonnoirs: de l'érotisme au sacré, Collioure, France
- 1995 : Installation in situ permanente — Points 2 Vue autour du clocher de Collioure, Collioure, France
- 1996 : Galerie du Centre d'Études Catalanes — Trilogie érotique autour du clocher de Collioure, Paris, France
- 2000 : Palais des Congrès — Points / Lignes, Barcelone, Espagne
- 2002 : Fort Dugommier — Points 2 Vue du Fort Dugommier, Collioure, France
- 2004 : Fort Dugommier — Couleurs invisibles, Collioure, France
- 2007 : Four solaire Laboratoire Félix Trombe — Expérimentation de Tirs Solaires, Mont-Louis, France.
- 2011 : Pôle Muséal  — Rétrospective "ENTONNOIRS#2" du sexe au genre, Perpignan, France
- 2013 : Galerie Robert Bonet  — Photos Cadran solaire à style droit fictif, Collioure, France
- 2015 : Galerie Robert Bonet  — Photos CHIFFRES2 - Cadran solaire SOLART2, Collioure, France
- 2016 : Galerie Robert Bonet  — Signatures - SOLART2, Collioure, France
- 2017 : Galerie Robert Bonet  — Entonnoirs, Collioure, France
- 2018 : Galerie Robert Bonet  — Lignes/couleurs, Collioure, France
- 2019 : Galerie Claire Mayol — La couleur c'est la misère de la peinture, Port-Vendres, France
- 2020 : Galerie Claire Mayol — 2isme - Le manifeste, Port-Vendres, France
- 2021 : Galerie Claire Mayol — InVisi..Ble, Port-Vendres, France
- 2022 : Galerie Claire Mayol — CROIX/ROND/CARRÉ[27], Port-Vendres, France[28]
- 2023 : Galerie de l’Ancienne Mairie — Théorie érotique autour du clocher de Collioure, Collioure, France
- 2024 : Galerie MA2F — Entonnoirs, Collioure, France.
- 2025 : Galerie MA2F — 30 ans de Points 2 vue, Collioure, France.

## Sculptures monumentales - Espace public
- 1995 : Installation in situ — POINTS 2 VUE autour du clocher de Collioure, Collioure, France
- 2001 : Sculpture monumentale  — SOLART1/CHIFFRES/MA2F, Perpignan, France
- 2011 : Sculpture monumentale — ENTONNOIR le plus grand du monde, Guinness des records, Perpignan, France
- 2011 : Sculpture Entonnoir monumental de schiste – Museum d’histoire naturelle, Perpignan
- 2013 : Sculpture monumentale  — Cadran solaire à style droit fictif, projet "Himalaya", Sorède, France
- 2015 : Sculpture monumentale  — Cadran solaire SOLART2/MA2F, Perpignan, Rivesaltes, France
- 2018 : Sculpture Entonnoir monumental de schiste  — Musée TERRA REMOTA, Sant Climent, Catalogne
- 2021 : Sculpture monumentale  — SOLART1/CHIFFRES/MA2F, Technosud, Perpignan, France
- 2022 : Sculpture monumentale  — Cadran solaire PY 3.14, Py, France

## Œuvres et concepts

### Théorie érotique du Clocher de Collioure
La Théorie érotique du Clocher de Collioure est une vision artistique du territoire créée et développée par l’artiste Marc-André 2 Figueres. Cette théorie désigne principalement l’ouvrage éponyme de l’artiste mais constitue, dans l’esprit et l’intention de son auteur, un acte artistique plus large qui comprend des peintures, des gravures et a inspiré une installation permanente de sculptures.

#### Le livre «Théorie érotique du Clocher de Collioure»
La Théorie érotique du Clocher de Collioure est un ouvrage de l’artiste Marc-André 2 Figueres paru en juillet 1993. La Théorie érotique du Clocher de Collioure est parue simultanément en français et en catalan.
La Théorie érotique du clocher de Collioure a été présentée pour la première fois par l’artiste Marc-André 2 Figueres dans le chapitre 14 de la thèse de doctorat soutenu en 1992 « Territoire empreint – emprunt de territoire ».
Dans cet ouvrage, l’artiste livre sa vision artistique du territoire à partir d’une observation physique de ses caractéristiques. L’artiste effectue une lecture « genrée » de la réalité du territoire et la fait partager au lecteur. Dans cette vision, la baie de Collioure est révélée comme « hermaphrodite » avec son clocher « phallique » et une architecture du Port évoquant des courbes féminines.
La Théorie érotique du Clocher de Collioure est composée de six chapitres. Dans le premier chapitre, l’artiste décrit l’expérience générale d’observation du paysage particulier de Collioure. La description du clocher de Collioure est le sujet du second chapitre. Le troisième chapitre constitue le cœur de la « Théorie » ; il détaille les points de rapprochement opérés par l’artiste entre une coupe longitudinale féminine (d’après une étude de Léonard de Vinci) et une vue topographique du Port de Collioure. Le quatrième chapitre évoque la dualité et l’hermaphrodisme dans la vision artistique. Le concept de l’empreinte, auquel l’artiste donne une dimension spirituelle et artistique, fait l’objet du cinquième chapitre. Le sixième chapitre est une forme de courte conclusion sur la portée philosophique de la Théorie érotique du Clocher de Collioure dans la perception du territoire en général.

#### Le parcours Points 2 vue autour du Clocher de Collioure
À partir de la vision artistique développée dans la Théorie érotique du Clocher de Collioure, Marc-André 2 Figueres a créé un parcours de douze sculptures-cadres, les Points 2 vue, qui permettent à chaque visiteur d’expérimenter sa vision du clocher et son ressenti du territoire.

#### Réception
À sa sortie la Théorie érotique du Clocher de Collioure a suscité un intérêt important du fait du caractère novateur, profondément intime et provocateur de cette vision artistique.

### Points 2 vue
Le parcours Points 2 vue est un ensemble de douze sculptures-cadres qui donnent à voir le célèbre Clocher de Collioure dans différentes compositions. Il s'agit d'une véritable mise en scène de la lumière en milieu réel. Les Points 2 vue sont inspirés par la théorie sur l'écologie du regard portée parMarc-André 2 Figueres et en constituent la déclinaison plastique.
Chaque sculpture est réalisée en aluminium et bronze doré (dimensions de l'œuvre : 220 × 80 × 80 cm ; dimensions du cadre : 50 × 60 × 7 cm).

### Entonnoirs
L'entonnoir constitue l'axe principal de travail de MA2F en tant que symbole du genre. À la fois convexe et concave, l'objet entonnoir réunit les caractères féminins et masculins et permet de les repenser et d'envisager leur évolution, leur mobilité et leur complémentarité.
Marc-André de Figuères a décliné l’entonnoir au travers de nombreux supports et dans de nombreuses séries de peintures, de sculptures (céramique, verre) et de travaux photographiques (Portraits aux entonnoirs).
En 2011, dans le cadre d’une rétrospective que lui consacre la municipalité de Perpignan, l'artiste expérimente l'objet dans des dimensions monumentales créant un nouveau rapport de l'œuvre à son environnement et un changement dans la relation avec l'observateur : l'entonnoir rouge, canalise et recueille les regards comme les énergies qui s'expriment autour de lui. Cette œuvre est l’entonnoir le plus grand du monde, (Guinness des records, 2012).

### Cadrans solaires
Premier artiste créateur de cadrans solaires artistiques monumentaux, MA2F investit la réflexion sur le temps vrai, le temps solaire, par l’art contemporain en développant une esthétique adaptée aux espaces de vie et de circulation de l’homme du XXIe siècle.
Deux principales œuvres situées dans l’espace public illustrent la théorie plastique de MA2F: le cadran solaire monumental à style droit fictif de Sorède (2013, France) et Solart2, cadran solaire horizontal à style polaire de Perpignan (2015, France).
```
Le 
cadran solaire
 monumental « 
Himalaya
 » a été réalisé en 2013 sur commande de la commune de 
Sorède
. Il s’agit d’un cadran solaire vertical déclinant (mât de 
12 mètres
 de hauteur). L’heure est indiquée par la tâche de lumière projetée par l’œilleton.
```

Le cadran solaire Himalaya de Marc-André de Figueres répond au projet de la commune de Sorède de représenter son patrimoine solaire historique au cœur de la ville par une sculpture monumentale. Le « temps vrai », l’heure solaire, retrouve sa place parmi la vie des habitants au travers d’un nouveau « monument » artistique et scientifique accessible à tous.

### Solart 1
Le projet Solart1 est basé sur l’accumulation de chiffres qui amalgamés forment une sculpture jouant son rôle dans un système de cadran solaire apte à traduire une lecture particulière de l’heure.
Chaque « élément-chiffre » devra remplir le rôle de maillon structurant participant à la stabilité de l’ensemble.
L’ombre portée par ces chiffres se répercute sur le sol et donne les différentes étapes du cycle solaire.
Ce projet forme les prémices du cadran solaire monumental Solart2.
L’œuvre avait disparu en 2010, avant de réapparaitre en 2021.

### Solart 2
Le projet Solart2 appartient à la famille des cadrans solaires horizontaux à style polaire.
Il est le plus grand cadran solaire artistique d'Europe, donne l'heure solaire, le temps vrai, par projection de l'ombre portée sur l'espace de lecture.
Ce projet monumental a été inauguré pour le solstice d'été.
Il est labellisé par le "comité national lumière 2015" de l’Unesco lors de l'année internationale de la lumière.

### Py 3.14
Sculpture monumentale, composée d’un cadran solaire déclinant sud-ouest à style polaire et ponctuel, et d’une méridienne de temps vrai.
Le cadran ouest, doté d’un style trapézoïdal de couleur rouge, marque les heures par la projection de son ombre. Il dispose sur sa tranche haute, d’un demi cercle à aiguille centrale qui indique sur la table du cadran, en plus des heures, les dates exceptionnelles.
Sur la face Sud, une méridienne à style plein triangulaire indique par la projection de l’extrémité de son ombre, le midi solaire de Py ainsi que les saisons, les solstices et les équinoxes.
L’hyperbole rouge du cadran indique le solstice d‘été le 21 juin, l’hyperbole noire le solstice d’hiver le 21 décembre.
La droite des équinoxes en acier inox « poli miroir » symbolise le 20 mars date du printemps et le 23 septembre date de l’automne et au-delà le 2isme d’un même temps.

### La pentalogie du 2isme
Le 2isme considère qu’il n’existe pas de dieu et que seule une vision 2iste – féminine/masculine – permet de voir le monde tel qu’il est.

#### Le livre «La couleur c'est la misère de la peinture»
La couleur c'est la misère de la peinture est un essai de l’artiste Marc-André 2 Figueres paru en juillet 2019.
La couleur c'est la misère de la peinture a été évoquée pour la première fois par l’artiste Marc-André 2 Figueres dans le chapitre « 2 » de la thèse de doctorat soutenu en 1992 « Territoire empreint – emprunt de territoire ».
Dans cet ouvrage, l’artiste traite de l'utilité de la couleur dans l'art et la peinture par une approche scientifique et quantique.
Il met en avant la dualité entre ce qui est visible et ce qui est invisible par l’œil humain, ce qui est et n’est pas au même moment et prend comme exemple « Le paradoxe de Schrödinger  ».

#### Le manifeste du 2isme
Le 2ISME est une pensée, inventée par MA2F, qui place l’homme/femme au centre de l’univers.
Le 2isme considère qu’il n’existe pas de dieu et que seule une vision 2iste – féminine/masculine – permet de voir le monde tel qu’il est.
Seul 2 (homme/femme) peut acquérir une liberté intérieure qui lui offre la possibilité de graver son territoire d’empreint. Et c’est uniquement par cette double révolution intérieure que peut naître un véritable état de création qui s’ouvre vers l’extérieur, hors 2 soi, hors 2 ses limites, hors de son 2 cadre : se créer comme une œuvre universelle.
Le plus grand désespoir de l’humanité c’est de ne voir que ce qui se voit, le masculin, le plein, le visible, le bien … Sans effort, sans action de penser, c’est oublier qu’une chose ne peut exister sans une autre…

#### InVisi..Ble
Après le premier volet « La couleur c'est la misère de la peinture » et la deuxième partie « Le 2isme », InVisi..Ble poursuit son éthérisation.
InVisi..Ble est le dernier mot du texte du 2ISME.
Le 2isme est une approche qui considère, le masculin et le féminin, le plein et le vide, le bien et le mal, le visible et le non visible, etc.. "Et bientôt il faudra ouvrir sur la question de la lumière – car c’est elle qui écrit la couleur – et faire apparaître l’InVisi..Ble."
Les œuvres sont réalisées afin de mettre en valeur les différentes longueurs d'onde et les différentes techniques d'observation visuelle du tableau.
Les techniques utilisées sont la phosphorescence pour la vision nocturne, le photochromisme pour la vision lors d'une exposition au soleil, la fluorescence pour la vision à la lumière noire, le relief pour la mise en valeur non pas des couleurs mais des valeurs elles-mêmes.
Ses recherches sur la peinture "invisible", seront présentées à l'ONU lors de la journée internationale de la conscience en avril 2024.

## Prix et distinctions
- L’artiste Marc-André de Figueres a obtenu le 6 juin 2012 le record du monde Guiness pour l’entonnoir le plus grand du monde réalisé le 8 septembre 2011 à Perpignan (Pyrénées orientales, France) : une sculpture de 3,385 m de hauteur sur 2,530 m de diamètre et pesant 220 kg[39],[40],[41],[34].
- Le cadran solaire monumental Solart2 a obtenu en 2015 le label « Année internationale de la lumière en France » dans le cadre de l’Année internationale de la lumière de l’UNESCO[18],[19],[21].
- Le cadran solaire de MA2F remarqué à l’Académie des Sciences[23].
- L’artiste Marc-André de Figueres est sélectionné pour le International Day of Conscience à l'O.N.U. le 05 avril 2024 à Genève.

## Publications
- Mise en scène, Musée d'Art Sacré d'Ille-sur-Têt, Edition centre d'art sacré, 1990, 69p.
- Colloque « Arts Plastiques, Recherches et Formations Supérieures ». Paris1- Panthéon Sorbonne, 1992
- Territoire empreint, emprunt de territoire, ou comment capturer les fantômes, Paris, Thèse - Université de la Sorbonne Nouvelle, 1992, 620 p. (SUDOC 01285171X)
- Techniques du moulage : alginates et bandes plâtrées, Paris, Eyrolles, 1993, 144 p.  (ISBN 2-212-02608-0), (BNF 35660452)
- Théorie érotique du clocher de Collioure : ou comment capturer les fantasmes..., Collioure, Éd. Galerie profils, 1993, 73 p.  (ISBN 2-9507737-1-0), (BNF 35668382)
- (ca) Téoria erotica del campanar de Cotlliure : o com capturar els fantasmes (trad. du français), Collioure, Éd. Galerie profils, 1993, 73 p. (OCLC 496077168)
- Entonnoirs : de l'érotisme au sacré : exposition Marc-André 2 Figueres, présentée à la Chapelle du Château royal de Collioure (Pyrénées-Orientales) sous le haut patronage du Ministère de la Culture et de la Francophonie, Paris, MO2-éditions, 1994, 39 p.  (ISBN 2-9508579-0-6), (OCLC 35829961)
- Techniques du latex : moulages, empreintes et reproductions, maquillage et effets spéciaux, marionnettes..., Paris, Eyrolles, 1997, 128 p.  (ISBN 2-212-02609-9), (BNF 36987071)
- Marc-André 2 Figueres : "portraits à l'entonnoir", Paris, MO2-éditions, 2000, 32 p. (OCLC 758471276)
- Le guide du moulage, Paris, Eyrolles, 2001, 159 p.  (ISBN 2-212-02680-3)
- (en) Erotic theory of the Collioure bell tower : or how to capture fantasies (trad. du français), Collioure, Éd. Galerie profils, 2002, 74 p.  (ISBN 978-2-9508579-4-1)
- (en) The Mouldmaker's Handbook (trad. du français), Londres, A&C Black, 2004, 160 p.  (ISBN 978-0-7136-6770-7)
- Empreintes et moulages du corps humain, Paris, Eyrolles, 2004, 92 p.  (ISBN 2-212-11267-X)
- "Points 2 vue autour du clocher de Collioure" : installation, Marc-André 2 Figueres, Collioure, Alter ego éd., 2005, 51 p.  (ISBN 2-915528-03-9), (OCLC 470422471)
- Créer ses moules : cuisine, pâtisserie, chocolat, Paris, Eyrolles, 2008, 93 p.  (ISBN 978-2-212-11920-6 et 2-212-11920-8), (OCLC 470895991)
- Entonnoirs # 2 "du sexe au genre", Pôle Muséal de Perpignan, Catalogue de l'exposition, 2011, 80p.  (ISBN 978-2-910108-29-8)
- La couleur c'est la misère de la peinture, Baixas, Balzac, 2019, 72 p.  (ISBN 978-2-37320-033-1)
- 2isme – manifeste, Perpignan, Ed. Balzac, 2020, 92p.  (ISBN 978-2-37320-049-2)
- Théorie érotique du clocher de Collioure: nouvelle édition, Collioure, Éd. Balzac, 2023, 88p.  (ISBN 978-2-37320-096-6)